# Seikei Zusetsu
De Seikei Zusetsu (Japanees: 成形図説) is een Japanse landbouwencyclopedie die in de jaren 1793 tot 1804 werd samengesteld op bestelling van Shimazu Shigehide, de heerser van de provincie Satsuma (nu ongeveer de prefectuur Kagoshima). Doel was om de landbouw in zuidelijk Japan te verbeteren. Auteurs waren de geleerden So Senshun, Shirao Kunihashira uit de Japans-nationale Kokugaku-school, de Confuciaanse Mukai Tomoaki en Hori Monjuro, die in het kader van de Rangaku Nederlandse en andere westerse kennis bestudeerde. De encyclopedie bestond oorspronkelijk uit honderd rijk geïllustreerde delen. Door twee grote branden gingen echter zeventig houten printblokken verloren, zodat er uiteindelijk in 1804 slechts dertig delen gedrukt konden worden. Deze beschrijven 109 Japanse landbouwgewassen uit 29 plantenfamilies rond 1800, soms met cultivars die niet meer bestaan. De vele hoofdstukken over landbouwmethoden zijn nog steeds actueel.

## Seikei Zusetsu in de collectie van de UB Leiden
De Universiteitsbibliotheek Leiden (UB Leiden) bezit dertig delen van de Seikei Zusetsu. Katsuragawa Hoken, een arts van de shogun, die de Nederlandse naam Wilhelmus Botanicus had gekregen, schonk ze waarschijnlijk aan Philipp Franz von Siebold, want Katsuragawa's handtekening staat in een van de boeken. Von Siebold was van 1823 tot 1829 arts op Dejima, de Nederlandse handelsnederzetting bij Nagasaki. Hij verzamelde uitgebreid materiaal op het gebied van de Japanse flora en fauna en volkenkunde.

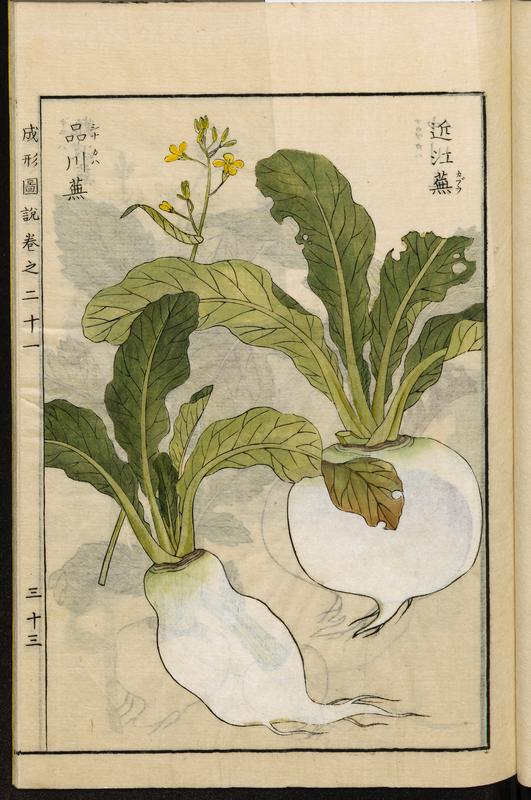
品川蕪, Brassica rapa, raap, uit deel 21
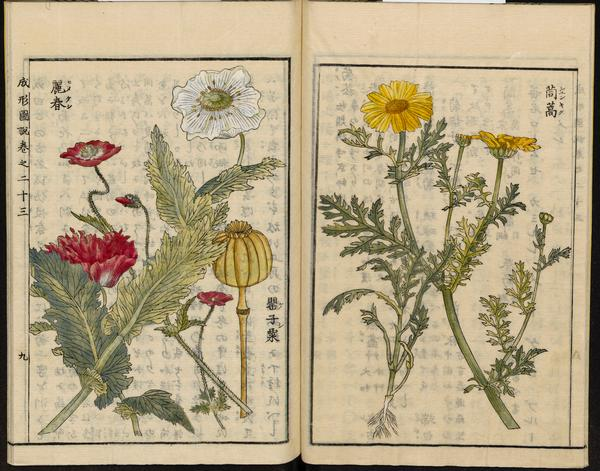
麗春, 罌粟, Papaver rhoeas klaproos en 茼蒿, Glebionis coronaria, gekroonde ganzenbloem, uit deel 23
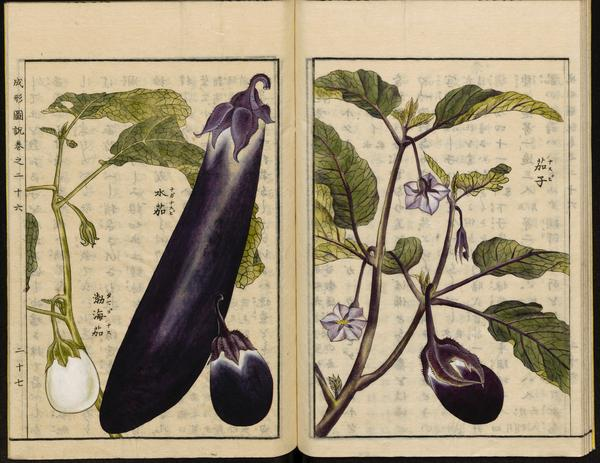
渤海茄, 水茄, Solanum melongena, aubergine, uit deel 26
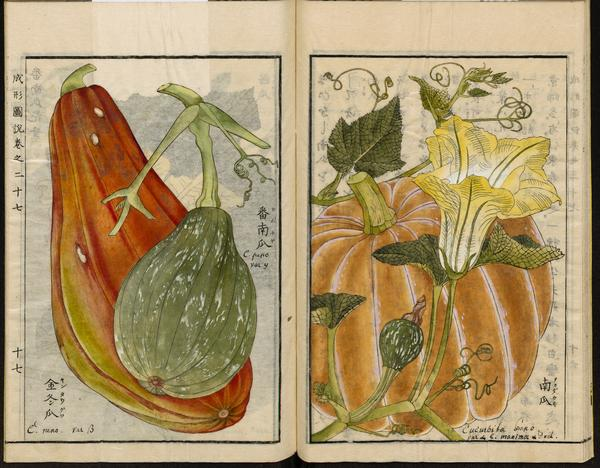
金冬瓜, Cucurbita pepo, de sier- en Cucurbita maxima Duchesne, de reuzenpompoen, uit deel 27
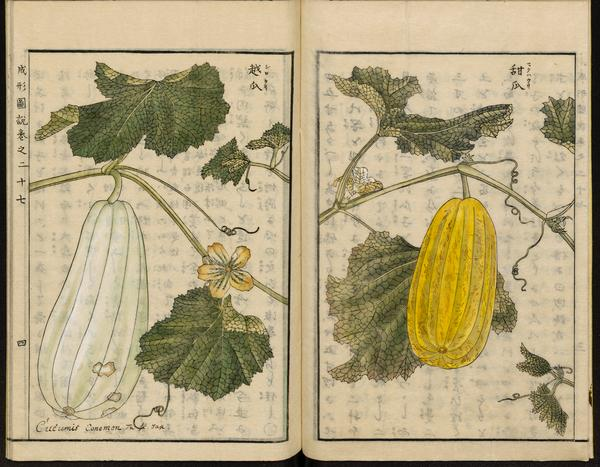
越瓜, Cucumis melo, de suikermeloen, uit deel 27